# Bessay
Pour les articles homonymes, voir Bessay (homonymie).
Bessay est une commune française située dans le département de la Vendée, en région Pays de la Loire.
Ses habitants sont les Bessayens.

## Géographie
Le territoire municipal de Bessay s'étend sur 1 077 hectares. L'altitude moyenne de la commune est de 25 mètres, avec des niveaux fluctuant entre 2 et 48 mètres,.
Bessay est située dans le sud de la Vendée, c'est un petit village de 378 habitants entre la plaine de Luçon et le bocage. Il est traversé à la fois par le Lay au nord-ouest et par la Smagne au sud. Ces deux rivières se rejoignent à la limite entre Bessay et Mareuil-sur-Lay-Dissais. Bessay est situé à 5 minutes de Mareuil, 10 minutes de Luçon, 30 minutes de La Roche-sur-Yon et 5 minutes de l'autoroute A83 (Nantes-Niort).
L'habitat de Bessay est réparti en 23 principales implantations entre le chef-lieu de la commune et les différents hameaux.
|                         | Moutiers-sur-le-Lay |                      |
| Mareuil-sur-Lay-Dissais | Bessay              | Sainte-Pexine        |
|                         | Corpe               | Saint-Jean-de-Beugné |

### Climat
Pour des articles plus généraux, voir Climat des Pays de la Loire et Climat de la Vendée.
En 2010, le climat de la commune est de type climat océanique franc, selon une étude du CNRS s'appuyant sur une série de données couvrant la période 1971-2000. En 2020, Météo-France publie une typologie des climats de la France métropolitaine dans laquelle la commune est exposée à un climat océanique et est dans la région climatique  Bretagne orientale et méridionale, Pays nantais, Vendée, caractérisée par une faible pluviométrie en été et une bonne insolation. 
Pour la période 1971-2000, la température annuelle moyenne est de 12,2 °C, avec une amplitude thermique annuelle de 13,8 °C. Le cumul annuel moyen de précipitations est de 800 mm, avec 13 jours de précipitations en janvier et 6,5 jours en juillet. Pour la période 1991-2020, la température moyenne annuelle observée sur la station météorologique de Météo-France la plus proche, « Sainte Gemme la Plaine_sapc », sur la commune de Sainte-Gemme-la-Plaine à 7 km à vol d'oiseau, est de 13,0 °C et le cumul annuel moyen de précipitations est de 809,1 mm,. Pour l'avenir, les paramètres climatiques de la commune estimés pour 2050 selon différents scénarios d'émission de gaz à effet de serre sont consultables sur un site dédié publié par Météo-France en novembre 2022.

## Urbanisme

### Typologie
Au 1er janvier 2024, Bessay est catégorisée commune rurale à habitat dispersé, selon la nouvelle grille communale de densité à sept niveaux définie par l'Insee en 2022.
Elle est située hors unité urbaine. Par ailleurs la commune fait partie de l'aire d'attraction de La Roche-sur-Yon, dont elle est une commune de la couronne,. Cette aire, qui regroupe 45 communes, est catégorisée dans les aires de 50 000 à moins de 200 000 habitants,.

### Occupation des sols
L'occupation des sols de la commune, telle qu'elle ressort de la base de données européenne d’occupation biophysique des sols Corine Land Cover (CLC), est marquée par l'importance des territoires agricoles (95 % en 2018), une proportion sensiblement équivalente à celle de 1990 (94,9 %). La répartition détaillée en 2018 est la suivante : 
terres arables (49 %), zones agricoles hétérogènes (25,1 %), prairies (13,1 %), cultures permanentes (7,9 %), forêts (5 %). L'évolution de l’occupation des sols de la commune et de ses infrastructures peut être observée sur les différentes représentations cartographiques du territoire : la carte de Cassini (XVIIIe siècle), la carte d'état-major (1820-1866) et les cartes ou photos aériennes de l'IGN pour la période actuelle (1950 à aujourd'hui).

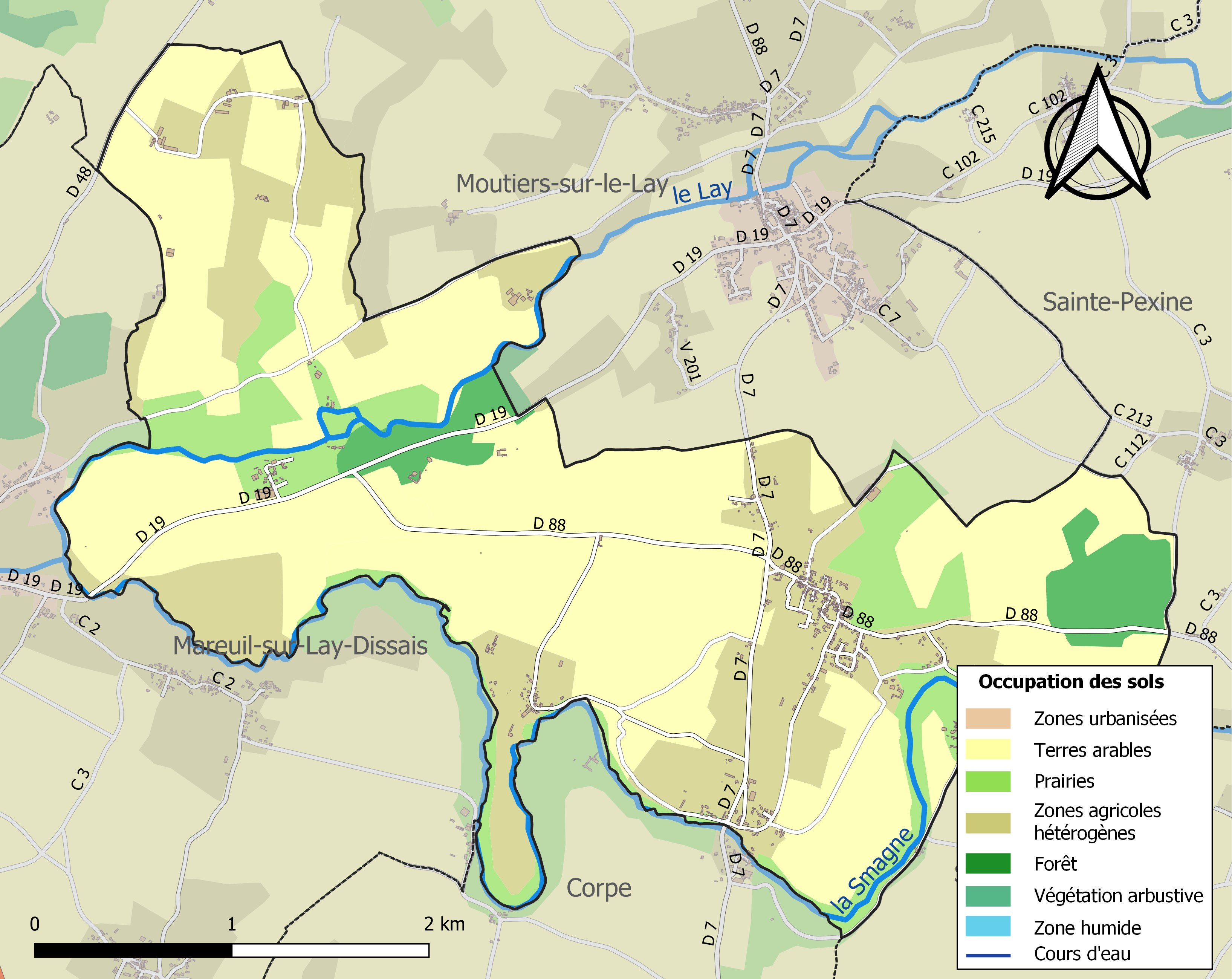
Carte des infrastructures et de l'occupation des sols de la commune en 2018 (CLC).

## Toponymie
En poitevin, la commune est appelée Bessàe.

## Emblèmes

### Héraldique
| Blason | Blasonnement : De sable à quatre fusées d'argent accolées et posées en bande. |

### Devise
La devise de Bessay : Fac Quod Debes Et Non Timeas.

## Politique et administration

### Liste des maires
| Période                                  | Période                   | Identité           | Étiquette | Qualité                                             |
| ---------------------------------------- | ------------------------- | ------------------ | --------- | --------------------------------------------------- |
| Les données manquantes sont à compléter. |                           |                    |           |                                                     |
| avant 1957                               | décembre 1962 (démission) | Joseph Pilastre    |           | Ingénieur agricole et agriculteur                   |
| décembre 1962                            | mars 1977                 | François Pilastre  |           | Exploitant agricole                                 |
| mars 1977                                | mars 1983                 | Denise Thoumazeau  |           | Retraitée de l'enseignement                         |
| mars 1983                                | juin 1995                 | François Pilastre  |           | Exploitant agricole                                 |
| juin 1995                                | mars 2014                 | Yvon Guilbot,      | PS        | Cadre bancaire retraité                             |
| mars 2014                                | En cours                  | Jean-Marie Soulard |           | Agriculteur retraité Réélu pour le mandat 2020-2026 |

## Population et société

### Démographie

#### Évolution démographique
L'évolution du nombre d'habitants est connue à travers les recensements de la population effectués dans la commune depuis 1800. Pour les communes de moins de 10 000 habitants, une enquête de recensement portant sur toute la population est réalisée tous les cinq ans, les populations de référence des années intermédiaires étant quant à elles estimées par interpolation ou extrapolation. Pour la commune, le premier recensement exhaustif entrant dans le cadre du nouveau dispositif a été réalisé en 2004.

En 2022, la commune comptait 449 habitants, en évolution de +6,9 % par rapport à 2016 (Vendée : +5,33 %, France hors Mayotte : +2,11 %).
| 1800 | 1806 | 1821 | 1831 | 1836 | 1841 | 1846 | 1851 | 1856 |
| ---- | ---- | ---- | ---- | ---- | ---- | ---- | ---- | ---- |
| 383  | 383  | 412  | 439  | 431  | 402  | 422  | 436  | 467  |

| 1861 | 1866 | 1872 | 1876 | 1881 | 1886 | 1891 | 1896 | 1901 |
| ---- | ---- | ---- | ---- | ---- | ---- | ---- | ---- | ---- |
| 469  | 459  | 484  | 521  | 483  | 509  | 533  | 509  | 469  |

| 1906 | 1911 | 1921 | 1926 | 1931 | 1936 | 1946 | 1954 | 1962 |
| ---- | ---- | ---- | ---- | ---- | ---- | ---- | ---- | ---- |
| 457  | 463  | 391  | 409  | 367  | 376  | 391  | 372  | 362  |

| 1968 | 1975 | 1982 | 1990 | 1999 | 2004 | 2006 | 2009 | 2014 |
| ---- | ---- | ---- | ---- | ---- | ---- | ---- | ---- | ---- |
| 326  | 306  | 324  | 350  | 337  | 378  | 394  | 413  | 432  |

| 2019 | 2022 | - | - | - | - | - | - | - |
| ---- | ---- | - | - | - | - | - | - | - |
| 439  | 449  | - | - | - | - | - | - | - |

#### Pyramide des âges
En 2018, le taux de personnes d'un âge inférieur à 30 ans s'élève à 33,7 %, soit au-dessus de la moyenne départementale (31,6 %). À l'inverse, le taux de personnes d'âge supérieur à 60 ans est de 31,2 % la même année, alors qu'il est de 31,0 % au niveau départemental.
En 2018, la commune comptait 227 hommes pour 206 femmes, soit un taux de 52,42 % d'hommes, largement supérieur au taux départemental (48,84 %).
Les pyramides des âges de la commune et du département s'établissent comme suit.
| Hommes | Classe d’âge | Femmes |
| ------ | ------------ | ------ |
| 0,4    | 90 ou +      | 1,0    |
| 7,4    | 75-89 ans    | 7,7    |
| 23,0   | 60-74 ans    | 23,0   |
| 13,5   | 45-59 ans    | 16,3   |
| 21,3   | 30-44 ans    | 19,1   |
| 12,6   | 15-29 ans    | 12,4   |
| 21,7   | 0-14 ans     | 20,6   |

| Hommes | Classe d’âge | Femmes |
| ------ | ------------ | ------ |
| 0,8    | 90 ou +      | 2,2    |
| 8,7    | 75-89 ans    | 11,1   |
| 20,3   | 60-74 ans    | 21,3   |
| 20     | 45-59 ans    | 19,4   |
| 17,5   | 30-44 ans    | 16,8   |
| 15     | 15-29 ans    | 13,2   |
| 17,7   | 0-14 ans     | 16,1   |

## Lieux et monuments
Plusieurs monuments marquent le territoire de la commune :
- le château de Bessay, construit en reliant une tour du XVIe siècle et une maison noble des XVIIe et XVIIIe siècles, doté d'un pigeonnier (3 000 boulins), sans doute le plus grand de la région, et d’une tour Renaissance (la « tour de Bessay »), classés aux monuments historiques (ouverture au public l'été) ;
- l’église Saint-Jean-Baptiste.

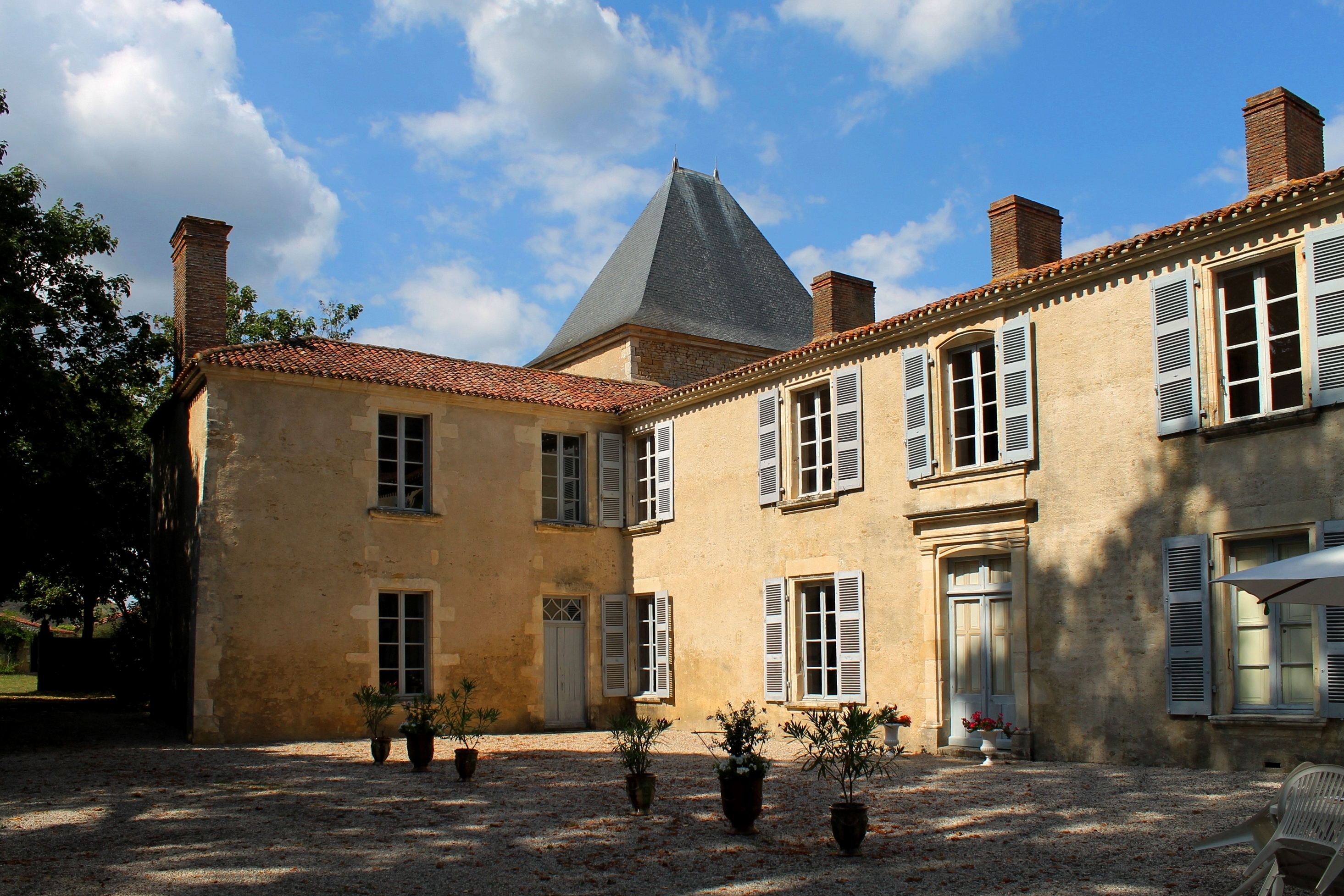
Le château.
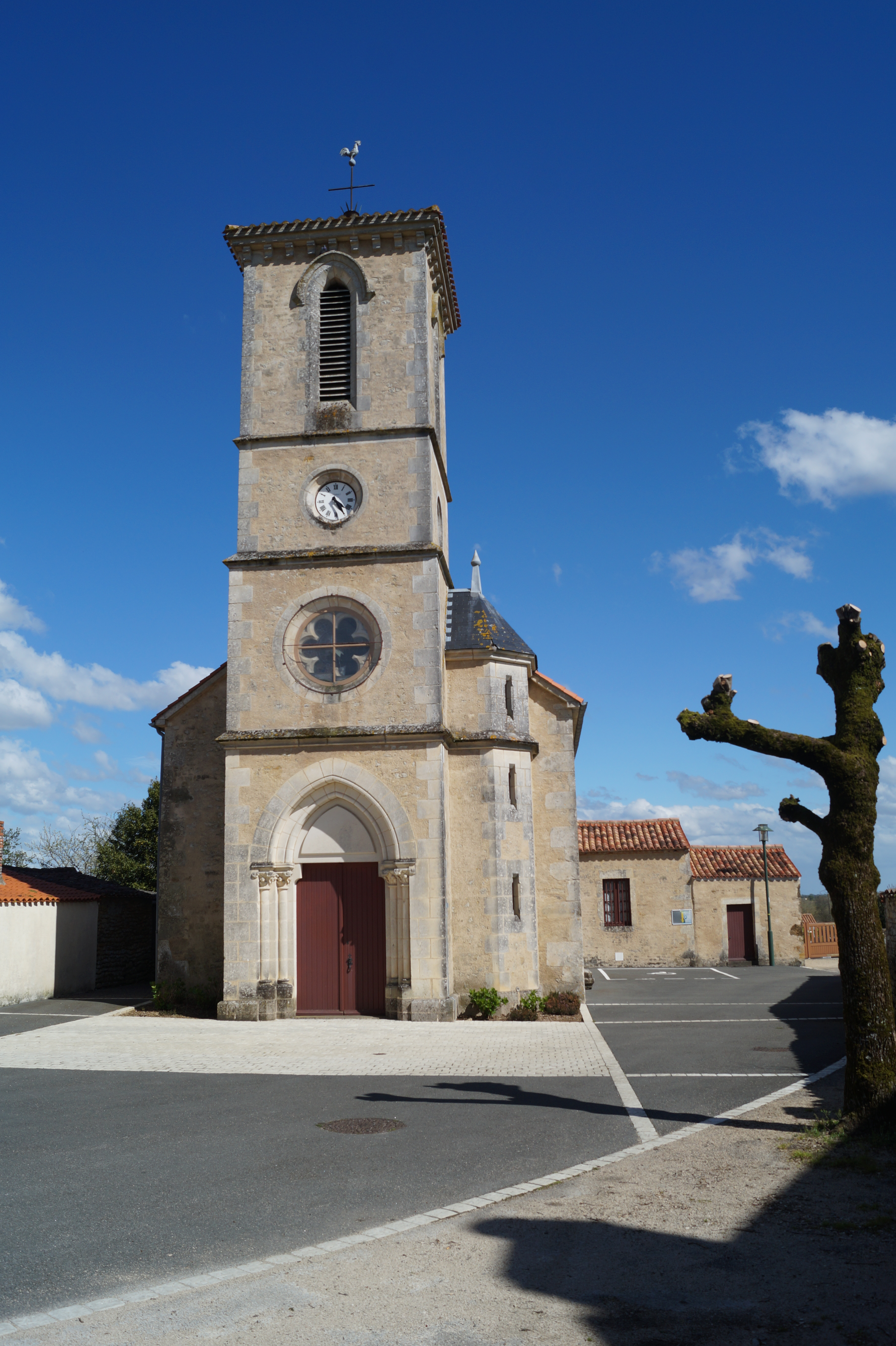
L'église.

## Personnalité liée à la commune
- Anne-Louis-Henri de La Fare (1752-1829), évêque, archevêque et pair de France, né au château de Bessay.